# Élections municipales de 2001 en Abitibi-Témiscamingue
Les élections municipales québécoises de 2001 se déroulent le 4 novembre 2001. Elles permettent d'élire les maires et les conseillers de chacune des municipalités locales du Québec, ainsi que les préfets de quelques municipalités régionales de comté.

## Abitibi-Témiscamingue

### Angliers
| Poste/District             | Élu           | Type d'élection |
| -------------------------- | ------------- | --------------- |
| Maire                      | Paul Coulombe | Sans opposition |
| Taux de participation: n/a |               |                 |

### Authier
| Poste/District             | Élu         | Type d'élection |
| -------------------------- | ----------- | --------------- |
| Maire                      | Rita Julien | Sans opposition |
| Taux de participation: n/a |             |                 |

### Authier-Nord
| Poste/District             | Élu          | Type d'élection |
| -------------------------- | ------------ | --------------- |
| Maire                      | Alain Gagnon | Sans opposition |
| Taux de participation: n/a |              |                 |

### Barraute
| Poste/District              | Élu          | Type d'élection |
| --------------------------- | ------------ | --------------- |
| Maire                       | Marcel Massé | Scrutin         |
| Taux de participation: 55 % |              |                 |

### Béarn
| Poste/District             | Élu            | Type d'élection |
| -------------------------- | -------------- | --------------- |
| Maire                      | Raynald Gaudet | Sans opposition |
| Taux de participation: n/a |                |                 |

### Belcourt
| Poste/District             | Élu           | Type d'élection |
| -------------------------- | ------------- | --------------- |
| Maire                      | Michel Lahaie | Sans opposition |
| Taux de participation: n/a |               |                 |

### Berry
| Poste/District             | Élu            | Type d'élection |
| -------------------------- | -------------- | --------------- |
| Maire                      | Jacques Hébert | Sans opposition |
| Taux de participation: n/a |                |                 |

### Champneuf
| Poste/District             | Élu              | Type d'élection |
| -------------------------- | ---------------- | --------------- |
| Maire                      | Rosaire Guénette | Sans opposition |
| Taux de participation: n/a |                  |                 |

### Chazel
| Poste/District             | Élu            | Type d'élection |
| -------------------------- | -------------- | --------------- |
| Maire                      | Émilien Savard | Sans opposition |
| Taux de participation: n/a |                |                 |

### Clermont
| Poste/District             | Élu            | Type d'élection |
| -------------------------- | -------------- | --------------- |
| Maire                      | Michel Mercier | Sans opposition |
| Taux de participation: n/a |                |                 |

### Clerval
| Poste/District             | Élu              | Type d'élection |
| -------------------------- | ---------------- | --------------- |
| Maire                      | Claude Lamoureux | Sans opposition |
| Taux de participation: n/a |                  |                 |

### Duhamel-Ouest
| Poste/District             | Élu           | Type d'élection |
| -------------------------- | ------------- | --------------- |
| Maire                      | Alcide Gaudet | Sans opposition |
| Taux de participation: n/a |               |                 |

### Fugèreville
| Poste/District             | Élu          | Type d'élection |
| -------------------------- | ------------ | --------------- |
| Maire                      | André Paquet | Sans opposition |
| Taux de participation: n/a |              |                 |

### Guérin
| Poste/District              | Élu            | Type d'élection |
| --------------------------- | -------------- | --------------- |
| Maire                       | Robert Gendron | Scrutin         |
| Taux de participation: 69 % |                |                 |

### Kipawa
| Poste/District             | Élu           | Type d'élection |
| -------------------------- | ------------- | --------------- |
| Maire                      | Marie Lefebre | Sans opposition |
| Taux de participation: n/a |               |                 |

### La Corne
| Poste/District              | Élu            | Type d'élection |
| --------------------------- | -------------- | --------------- |
| Maire                       | Yvon Vigneault | Scrutin         |
| Taux de participation: 65 % |                |                 |

### La Morandière
| Poste/District             | Élu              | Type d'élection |
| -------------------------- | ---------------- | --------------- |
| Maire                      | Micheline Bureau | Sans opposition |
| Taux de participation: n/a |                  |                 |

### La Motte
| Poste/District             | Élu            | Type d'élection |
| -------------------------- | -------------- | --------------- |
| Maire                      | René Martineau | Sans opposition |
| Taux de participation: n/a |                |                 |

### La Reine
| Poste/District             | Élu               | Type d'élection |
| -------------------------- | ----------------- | --------------- |
| Maire                      | Jacques Perreault | Sans opposition |
| Taux de participation: n/a |                   |                 |

### Laforce
| Poste/District             | Élu            | Type d'élection |
| -------------------------- | -------------- | --------------- |
| Maire                      | Gérald Charron | Sans opposition |
| Taux de participation: n/a |                |                 |

### Landrienne
| Poste/District             | Élu              | Type d'élection |
| -------------------------- | ---------------- | --------------- |
| Maire                      | François Lemieux | Sans opposition |
| Taux de participation: n/a |                  |                 |

### Latulipe-et-Gaboury
| Poste/District             | Élu          | Type d'élection |
| -------------------------- | ------------ | --------------- |
| Maire                      | Roger Breton | Sans opposition |
| Taux de participation: n/a |              |                 |

### Launay
| Poste/District             | Élu         | Type d'élection |
| -------------------------- | ----------- | --------------- |
| Maire                      | Ozanam Paré | Sans opposition |
| Taux de participation: n/a |             |                 |

### Laverlochère
| Poste/District              | Élu              | Type d'élection |
| --------------------------- | ---------------- | --------------- |
| Maire                       | Normand Bergeron | Scrutin         |
| Taux de participation: 74 % |                  |                 |

### Lorrainville
| Poste/District             | Élu             | Type d'élection |
| -------------------------- | --------------- | --------------- |
| Maire                      | Philippe Boutin | Sans opposition |
| Taux de participation: n/a |                 |                 |

### Moffet
| Poste/District              | Élu             | Type d'élection |
| --------------------------- | --------------- | --------------- |
| Maire                       | Michel Paquette | Scrutin         |
| Taux de participation: 71 % |                 |                 |

### Nédélec
| Poste/District             | Élu           | Type d'élection |
| -------------------------- | ------------- | --------------- |
| Maire                      | Carmen Rivard | Sans opposition |
| Taux de participation: n/a |               |                 |

### Normétal
| Poste/District             | Élu             | Type d'élection |
| -------------------------- | --------------- | --------------- |
| Maire                      | Normand Beaupré | Sans opposition |
| Taux de participation: n/a |                 |                 |

### Notre-Dame-du-Nord
| Poste/District             | Élu          | Type d'élection |
| -------------------------- | ------------ | --------------- |
| Maire                      | Fidèle Baril | Sans opposition |
| Taux de participation: n/a |              |                 |

### Palmarolle
| Poste/District             | Élu           | Type d'élection |
| -------------------------- | ------------- | --------------- |
| Maire                      | Pierre Vachon | Sans opposition |
| Taux de participation: n/a |               |                 |

### Poularies
| Poste/District             | Élu          | Type d'élection |
| -------------------------- | ------------ | --------------- |
| Maire                      | Claude Blais | Sans opposition |
| Taux de participation: n/a |              |                 |

### Preissac
| Poste/District             | Élu               | Type d'élection |
| -------------------------- | ----------------- | --------------- |
| Maire                      | Jean-Yves Gingras | Sans opposition |
| Taux de participation: n/a |                   |                 |

### Rapide-Danseur
| Poste/District             | Élu              | Type d'élection |
| -------------------------- | ---------------- | --------------- |
| Maire                      | André Provencher | Sans opposition |
| Taux de participation: n/a |                  |                 |

### Rémigny
| Poste/District              | Élu            | Type d'élection |
| --------------------------- | -------------- | --------------- |
| Maire                       | Jocelyn Aylwin | Scrutin         |
| Taux de participation: 77 % |                |                 |

### Rivière-Héva
| Poste/District             | Élu                 | Type d'élection |
| -------------------------- | ------------------- | --------------- |
| Maire                      | Ginette Noël Gravel | Sans opposition |
| Taux de participation: n/a |                     |                 |

### Rochebaucourt
| Poste/District             | Élu               | Type d'élection |
| -------------------------- | ----------------- | --------------- |
| Maire                      | Daniel Lalancette | Sans opposition |
| Taux de participation: n/a |                   |                 |

### Saint-Bruno-de-Guigues
| Poste/District             | Élu           | Type d'élection |
| -------------------------- | ------------- | --------------- |
| Maire                      | Gérard Pétrin | Sans opposition |
| Taux de participation: n/a |               |                 |

### Saint-Dominique-du-Rosaire
| Poste/District             | Élu             | Type d'élection |
| -------------------------- | --------------- | --------------- |
| Maire                      | Maurice Godbout | Sans opposition |
| Taux de participation: n/a |                 |                 |

### Saint-Édouard-de-Fabre
| Poste/District             | Élu          | Type d'élection |
| -------------------------- | ------------ | --------------- |
| Maire                      | Serge Marcil | Sans opposition |
| Taux de participation: n/a |              |                 |

### Saint-Eugène-de-Guigues
| Poste/District              | Élu         | Type d'élection |
| --------------------------- | ----------- | --------------- |
| Maire                       | Normand Roy | Scrutin         |
| Taux de participation: 59 % |             |                 |

### Saint-Félix-de-Dalquier
| Poste/District             | Élu              | Type d'élection |
| -------------------------- | ---------------- | --------------- |
| Maire                      | Rosaire Mongrain | Sans opposition |
| Taux de participation: n/a |                  |                 |

### Saint-Lambert
| Poste/District             | Élu         | Type d'élection |
| -------------------------- | ----------- | --------------- |
| Maire                      | Marco Morin | Sans opposition |
| Taux de participation: n/a |             |                 |

### Saint-Marc-de-Figuery
| Poste/District              | Élu              | Type d'élection |
| --------------------------- | ---------------- | --------------- |
| Maire                       | Gilles Corriveau | Scrutin         |
| Taux de participation: 68 % |                  |                 |

### Sainte-Germaine-Boulé
| Poste/District             | Élu          | Type d'élection |
| -------------------------- | ------------ | --------------- |
| Maire                      | Jaclin Bégin | Sans opposition |
| Taux de participation: n/a |              |                 |

### Sainte-Gertrude-Manneville
| Poste/District             | Élu             | Type d'élection |
| -------------------------- | --------------- | --------------- |
| Maire                      | Clément Turgeon | Sans opposition |
| Taux de participation: n/a |                 |                 |

### Sainte-Hélène-de-Mancebourg
| Poste/District             | Élu            | Type d'élection |
| -------------------------- | -------------- | --------------- |
| Maire                      | Florent Bédard | Sans opposition |
| Taux de participation: n/a |                |                 |

### Senneterre (paroisse)
| Poste/District             | Élu              | Type d'élection |
| -------------------------- | ---------------- | --------------- |
| Maire                      | Raymond Bilodeau | Sans opposition |
| Taux de participation: n/a |                  |                 |

### Témiscaming
| Poste/District             | Élu              | Type d'élection |
| -------------------------- | ---------------- | --------------- |
| Maire                      | Philippe Barette | Sans opposition |
| Taux de participation: n/a |                  |                 |

### Trécesson
| Poste/District             | Élu              | Type d'élection |
| -------------------------- | ---------------- | --------------- |
| Maire                      | Anita Larochelle | Sans opposition |
| Taux de participation: n/a |                  |                 |

### Val-d'Or
| Poste/District             | Élu            | Type d'élection |
| -------------------------- | -------------- | --------------- |
| Maire                      | Fernand Trahan | Sans opposition |
| Taux de participation: n/a |                |                 |

### Val-Saint-Gilles
| Poste/District             | Élu          | Type d'élection |
| -------------------------- | ------------ | --------------- |
| Maire                      | Marc Quirion | Sans opposition |
| Taux de participation: n/a |              |                 |

### Ville-Marie
| Poste/District             | Élu            | Type d'élection |
| -------------------------- | -------------- | --------------- |
| Maire                      | Sylvain Trudel | Sans opposition |
| Taux de participation: n/a |                |                 |